# Ubiquità
L'ubiquità o onnipresenza (dal lat. mediev. ubiquitas -atis der. del lat. ubīque «in ogni luogo») è la capacità di trovarsi in ogni luogo nello stesso momento. Nel linguaggio corrente indica per estensione la presenza di una persona in più posti allo stesso tempo.

## Filosofia
Nella filosofia scolastica è il modo di essere nello spazio che consiste nell'occupare per intero sia lo spazio, sia la parte intera di uno spazio.

## Religione
Nella religione cattolica questa proprietà viene usata per spiegare la capacità di Dio di essere presente contemporaneamente in ogni posto del suo creato; secondo l'Antico Testamento Dio possiede l'onnipresenza, ovvero la capacità di trovarsi in tutti i luoghi in un dato momento.
La bilocazione è un caso particolare del fenomeno attribuita ad esempio ad alcuni santi.

## Scienza
In casi relativi alla presenza in determinati luoghi di piante o animali, l'ubiquità significa la diffusione delle specie o generi ovunque. I servizi proposti da internet vengono ritenuti essenzialmente ubiquitari.